# Collegium Marianum w Wadowicach

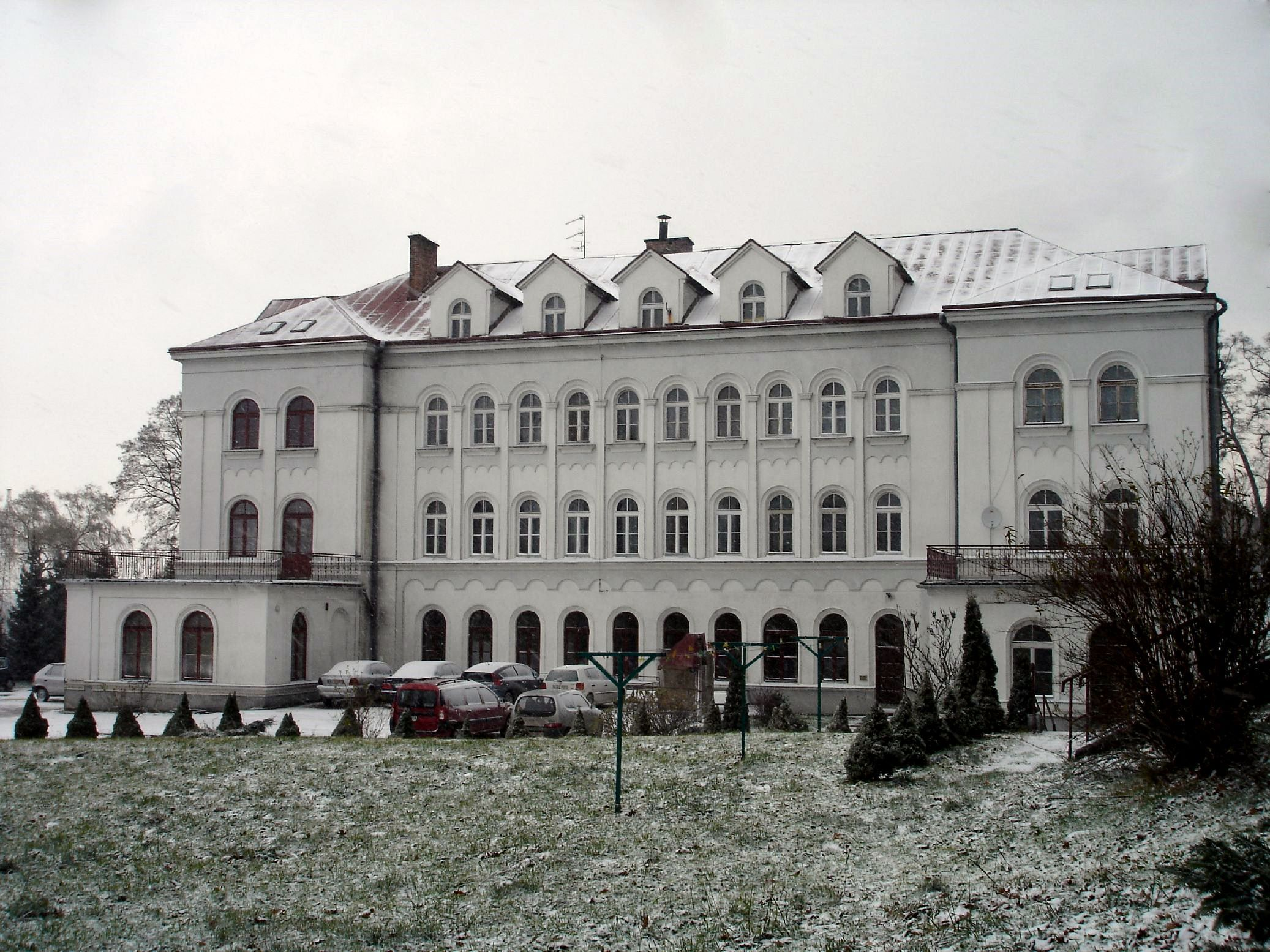
Budynek Collegium

Collegium Marianum w Kleczy Dolnej pod Wadowicami, zwane popularnie z racji na swoje położenie Kopcem, to dom macierzysty pallotynów w Polsce.
Collegium zostało założone w 1909 r. przez ks. Alojzego Majewskiego, który od początku zorganizował tu gimnazjum męskie. W domu mieściło się w różnych czasach gimnazjum, niższe i wyższe seminarium duchowne, a podczas II wojny światowej szkoła dla kadetów Luftwaffe. W 1952 r. władze komunistyczne zlikwidowały Collegium Marianum i urządziły w skonfiskowanych budynkach szpital dla chorych na gruźlicę. Przejściowo, w latach 1956–1962 Collegium funkcjonowało, jednak potem ponownie w jego budynkach mieścił się szpital. W 1984 r. oddano je definitywnie pallotynom.
24 listopada 2006 polscy pallotyni na czele z wyższymi przełożonymi obydwu prowincji i metropolitą krakowskim kardynałem Stanisławem Dziwiszem rozpoczęli tutaj świętowanie jubileuszu 100-lecia obecności na ziemiach polskich.
1 września 2013 roku przy Collegium Marianum otwarto podstawową Publiczną Katolicką Szkołę na Kopcu.

## Rektorzy domu
- ks. Alojzy Majewski SAC 1909–1917 i 1920–1922
- ks. Augustyn Zaraza SAC 1917–1920
- ks. Wojciech Turowski SAC 1922–1925
- ks. Alfons Męcikowski SAC 1925–1927
- ks. Leon Bemke SAC 1927–1933
- ks. Walerian Siuda SAC 1933–1937
- ks. Paweł Drews SAC 1937–1939
- ks. Józef Wróbel SAC 1939–1945
- ks. Leon Forycki SAC 1945–1948
- ks. Józef Ramusiewicz SAC 1948–1950
- ks. Wiktor Bartkowiak SAC 1950–1953
- ks. Stanisław Martuszewski SAC 1953–1957
- ks. Józef Turecki SAC 1953–1962
- ks. Antoni Pęksa SAC 1962–1968
- ks. Stanisław Czapla SAC 1968–1971
- ks. Władysław Ciastoń SAC 1971–1974
- ks. Edward Ossowski SAC 1974–1980
- ks. Leon Dąbski SAC 1980–1986
- ks. Tadeusz Michałek SAC 1986–1989
- ks. Tadeusz Madoń SAC 1989–1993
- ks. Piotr Machnacki SAC 1993–2002
- ks. Krzysztof Wojda SAC 2002–2005
- ks. Jacek Jezierski SAC  2005 - 2017[2]
- ks. Sylwester Fiećko SAC od 2017

## Nowicjat
Po wyodrębnieniu się w 1993 dwóch polskich prowincji mieścił się tu nowicjat pallotyńskiej Prowincji Chrystusa Króla (Warszawskiej). 15 września 1993 na Kopiec zawitali pierwsi nowicjusze. Z powodu coraz mniejszej liczby kandydatów doszło do ponownego połączenia nowicjatu obydwu polskich prowincji pallotynów, który swoją siedzibę ma w Ząbkowicach Śląskich. Ostatni nowicjusze opuścili Kopiec w 2014 roku.

### Mistrzowie nowicjatu
- ks. Krzysztof Wojda SAC 1993–2002
- ks. Józef Lasak SAC 2002–2005
- ks. Wojciech Juszczuk SAC 2005–2006
- ks. Jacek Jezierski SAC 2006–2009
- ks. Wiesław Guła SAC 2009–2014

### Socjuszowie
- ks. Tomasz Pławny SAC 1993–1996
- ks. Dariusz Śliwiński SAC 1996–1999
- ks. Ryszard Wróbel SAC 1999–2002
- ks. Zbigniew Babicki SAC 2002–2004
- ks. Paweł Majewski SAC 2004–2006
- ks. Krzysztof Zontek SAC 2006–2011
- ks. Rafał Hołubowski SAC 2011–2014

### Ojcowie duchowni
- ks. Józef Czachor SAC 1993–2005
- ks. Józef Pierzchalski SAC 2005–2006
- ks. Henryk Kazaniecki SAC 2006–2007
- ks. Bogusław Bogdan SAC 2007–2011
- ks. Kazimierz Stasiak SAC 2011 - 2014

## Dom rekolekcyjny
Collegium Marianum mieści również dom rekolekcyjny dla grup zorganizowanych, z osobnym refektarzem, kaplicami, aulą i salą spotkań.